# Austrobrillia valereissia
Austrobrillia valereissia är en tvåvingeart som beskrevs av Peter Scott Cranston 2000. Austrobrillia valereissia ingår i släktet Austrobrillia och familjen fjädermyggor.
Artens utbredningsområde är Ecuador. Inga underarter finns listade i Catalogue of Life.